# Adrian Lewis Morgan
Adrian Lewis Morgan (Beddau, 15 febbraio 1973) è un attore gallese.

## Biografia
Attivo prevalentemente in campo teatrale e televisivo, Adrian Lewis Morgan ha studiato al Royal Welsh College of Music & Drama e ha fatto il suo debutto sulle scene londinesi nel 1993, in un allestimento di Sweeney Todd: The Demon Barber of Fleet Street in scena al National Theatre per la regia di Declan Donnellan. Da allora ha recitato in diversi altri musical sulle scene britanniche, recitando come Marius Pontmercy in Les Misérables, Giuda e Anna in Jesus Christ Superstar e il protagonista Roger nel musical Premio Pulitzer Rent. Tuttavia, Morgan è noto soprattutto al publico britannico per la sua interpretazione nel ruolo del dottor Jimmy Clay nella soap opera Doctors, in cui ha recitato per oltre duemila episodi tra il 2002 e il 2021, ottenendo anche una candidatura al National Television Award nel 2020.
È sposato con Rita Morgan dal 2010 e la coppia ha avuto un figlio.

## Filmografia

### Televisione
- Holby City – serie TV, 34 episodi (2001-2002)
- Doctors – serie TV, 2087 episodi (2002-2021)